# Pansofia
Pansofia (gr. „wszechmądrość, wszechwiedza” od pan „wszystko” i sophia „mądrość, wiedza”) – ruch filozoficzno-religijny odnoszący się do osiągnięcia wiedzy uniwersalnej. W kontekście pedagogicznym powiązany z Janem Ámosem Komeńskim.